# Money's Too Tight (to Mention)
Money$ Too Tight (to Mention) è il singolo di debutto del gruppo musicale britannico Simply Red, inserito nel loro primo album Picture Book (1985).
Il brano era stato originariamente pubblicato, con modesto successo, dal gruppo The Valentine Brothers nel 1982.

## Descrizione
Il testo del brano fa riferimento alle politiche economiche dell'allora presidente degli Stati Uniti d'America Ronald Reagan, denominate Reaganomics, per incoraggiare la crescita dell'economia statunitense.
Il protagonista è un individuo con problemi economici, che vuole prendere in prestito del denaro, rivolgendosi dapprima alla banca, poi al fratello, infine al presidente e la first lady Nancy Reagan.

## Tracce
7" Single
1. Money's Too Tight (to Mention) – 3:38
2. (Open Up the) Red Box – 3:55

12" Single
1. Money's Too Tight (to Mention) (The Cutback Mix) – 8:40
2. Money's Too Tight (to Mention) (Single Version) – 3:38
3. Money's Too Tight (to Mention) (Dub Version) – 6:43

## Classifiche
| Classifica (1985)        | Posizione massima |
| ------------------------ | ----------------- |
| Australia                | 21                |
| Belgio (Fiandre)         | 17                |
| Francia                  | 29                |
| Irlanda                  | 9                 |
| Italia                   | 4                 |
| Nuova Zelanda            | 8                 |
| Paesi Bassi              | 22                |
| Regno Unito              | 13                |
| Stati Uniti              | 28                |
| Stati Uniti (dance club) | 2                 |